# 夏皮恰
夏皮恰（義大利語：Siapiccia），是意大利奥里斯塔诺省的一个市镇。总面积17.94平方公里，人口369人，人口密度20.6人/平方公里（2009年）。ISTAT代码为095076。